# Леонель Струмія
Леонель Струмія (ісп. Leonel Strumia, нар. 29 вересня 1992, Вілла-Нуева) — аргентинський футболіст, півзахисник кіпрського клубу АЕЛ. Виступав також за низку аргентинських і закордонних клубів. Дворазовий чемпіон Латвії, володар Кубка Латвії. Володар Кубка Казахстану.

## Ігрова кар'єра
Леонель Струмія розпочав виступи на футбольних полях у 2014 році в складі команди «Алумні де Вілья Марія», в якій грав до кінця року. У 2015 році Струмія став гравцем латвійського клубу «Лієпая», в якому в цьому ж році став чемпіоном Латвії, а в 2017 році став володарем Кубка Латвії.
На початку 2020 року аргентинський півзахисник став гравцем іншого латвійського клубу РФШ, у складі якого в 2021 році вдруге став чемпіоном Латвії. На початку 2022 року футболіст знову перейшов до клубу «Лієпая», а на початку 2023 року став гравцем казахського клубу «Актобе», у складі якого в 2024 році став володарем Кубка Казахстану. З 2024 року Струмія грає у складі кіпрського клубу АЕЛ.

## Титули і досягнення
- Чемпіон Латвії (2):

«Лієпая»: 2015
РФШ: 2021
- Володар Кубка Латвії (1):

«Лієпая»: 2017
- Володар Кубка Казахстану (1):

«Актобе»: 2024